# Wyrzysk (gmina)
Wyrzysk est une gmina mixte du powiat de Piła, Grande-Pologne, dans le centre-ouest de la Pologne. Son siège est la ville de Wyrzysk, qui se situe environ 36 km à l'est de Piła et 87 km au nord de la capitale régionale Poznań.
La gmina couvre une superficie de 160,75 km2 pour une population de 14 132 habitants.

## Géographie

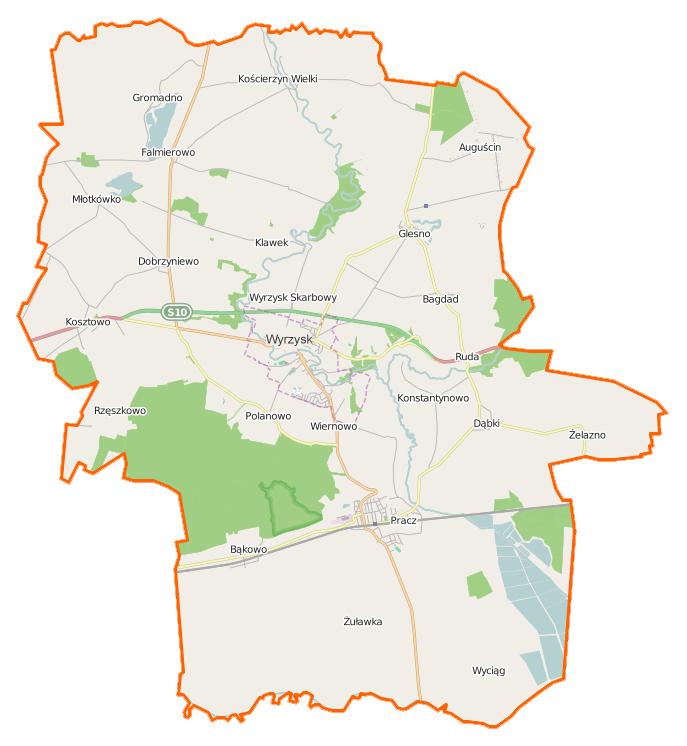
Plan de la gmina.

Outre la ville de Wyrzysk, la gmina inclut les villages et les localités de:
- Auguścin
- Bąkowo
- Dąbki
- Dobrzyniewo
- Falmierowo
- Glesno
- Gromadno
- Karolewo
- Konstantynowo
- Kosztowo
- Kościerzyn Wielki
- Masłowo
- Młotkówko
- Osiek nad Notecią
- Ostrówek
- Polanowo
- Ruda
- Rzęszkowo
- Wyrzysk Skarbowy
- Żelazno
- Żuławka

### Gminy voisines
La gmina de Wyrzysk est bordée des gminy de:
- Białośliwie
- Gołańcz
- Kcynia
- Łobżenica
- Sadki
- Szamocin
- Wysoka

## Structure du terrain
D'après les données de 2002, la superficie de la commune de Wyrzysk est de 160,75 km², répartis comme tel :
- terres agricoles : 73%
- forêts : 12%

La commune représente 12,69% de la superficie du powiat.

## Démographie
Données du 30 juin 2004 :
| description        | Total  | Total | Femmes | Femmes | Hommes | Hommes |
| ------------------ | ------ | ----- | ------ | ------ | ------ | ------ |
| Unité              | Nombre | %     | Nombre | %      | Nombre | %      |
| population         | 14 155 | 100   | 7264   | 51,3   | 6 891  | 48,7   |
| Densité (hab./km²) | 88,1   | 88,1  | 45,2   | 45,2   | 42,9   | 42,9   |